# Auguste Boissonneau
Pour les articles homonymes, voir Boissonneau.
Auguste Boissonneau (26 juillet 1802 à Saumur – 7 juillet 1883 à Paris), est un ornithologue, naturaliste, émailleur-verrier et fabricant de prothèses oculaires français. Il ne doit pas être confondu avec Pierre-Auguste Boissonneau, fils.

## Verrier, émailleur, prothésiste
Auguste Boissonneau était un artiste-oculiste ou « oculariste », terme inventé par lui-même et décrivant les personnes préparant des prothèses oculaires (œil de verre).
Il pratiqua sa spécialité qu'il appelait l'« ocularistique » pour l'armée et des hôpitaux civils.
Auguste Boissonneau meurt le 7 juillet 1883 à Paris ; il est inhumé au cimetière communal de La Celle-Saint-Avant.

## Naturaliste
Le genre Boissonneaua a été nommé en hommage à Auguste Boissonneau. Il s'agit d'un genre de colibris (famille des Trochilidae) présents au nord-ouest de l'Amérique du Sud.

### Quelques espèces identifiées
Quelques espèces identifiées par Auguste Boissonneau :
- Inca à collier - Coeligena torquata (Boissonneau, 1840)
- Pic de Rivoli - Colaptes rivolii (Boissonneau, 1840)
- Tangara à poitrine noire - Buthraupis eximia (Boissonneau, 1840)
- Tangara à poitrine fauve - Dubusia taeniata (Boissonneau, 1840)
- Cotinga bleu - Cotinga nattererii (Boissonneau, 1840)
- Colibri casqué - Oxypogon guerinii (Boissonneau, 1840)
- Calliste vert - Tangara labradorides (Boissonneau, 1840)
- Calliste bleu et noir - Tangara vassorii (Boissonneau, 1840)
- Paruline dorée - Myioborus ornatus (Boissonneau, 1840)
- Moucherolle de Boissonneau - Myiotheretes fumigatus (Boissonneau, 1840)

Lithographies de 'Jean Gabriel Prêtre'
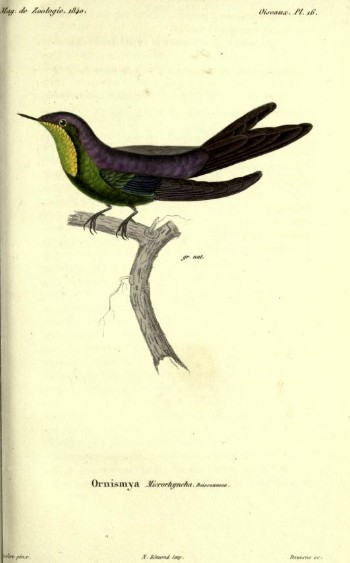
Ramphomicron microrhynchum Boissonneau, 1839
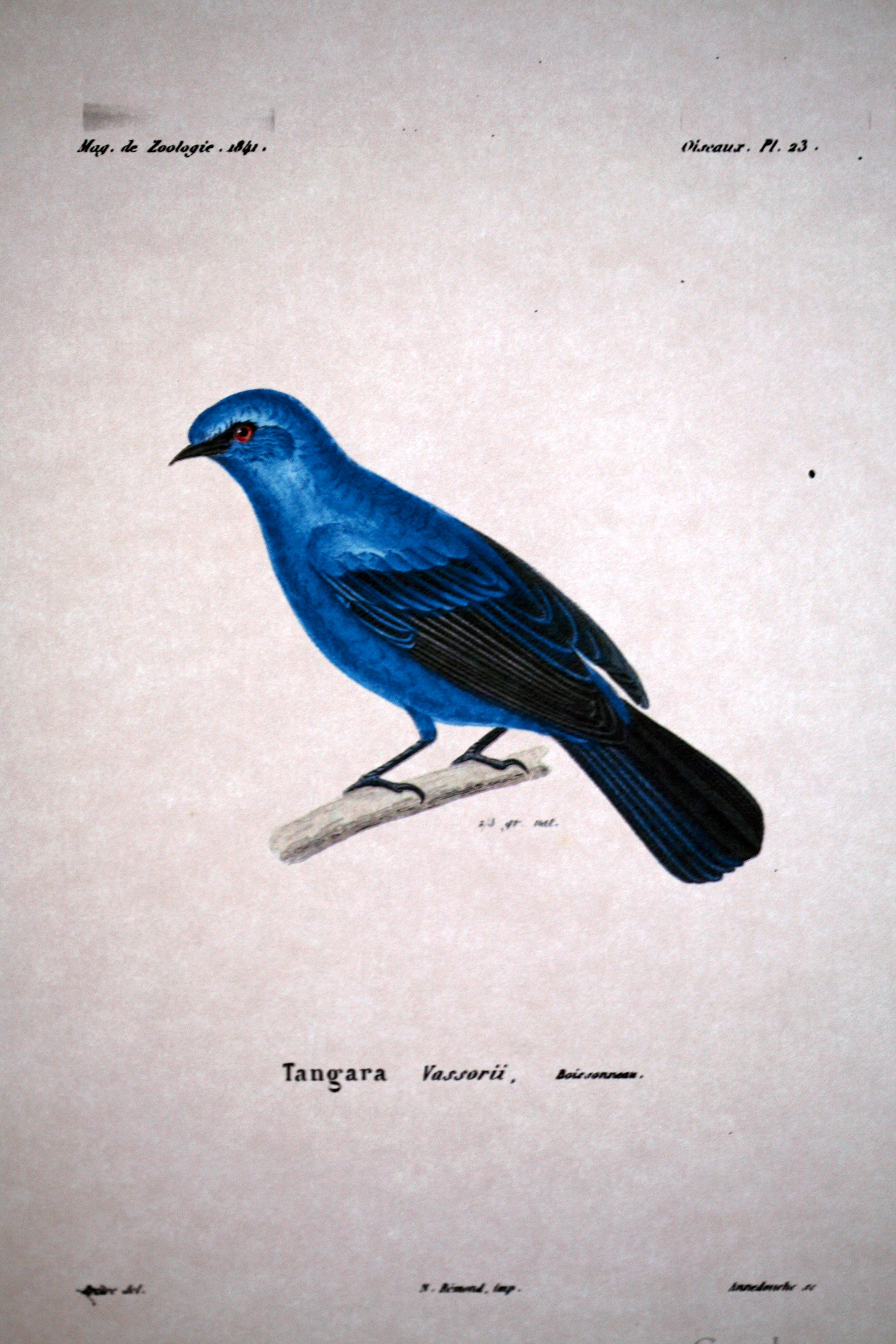
Tangara vassorii (Boissonneau, 1840)

## Publications

### Ornithologie
- Nouvelles espèces d'Oiseaux-Mouches de Santa-Fé de Bogota, par M. Boissonneau, Revue zoologique la Société cuviérienne, 1839, S. 354–356
- G. Oiseau-Mouche. Ornismya. Lesson. O. M. A barbe singulière. O. heteropogon. Boissonneau, Magasin de Zoologie, D'Anatomie Comparee Et de Paleontolgie, 1840, plus Tafel 12
- G. Oiseau-Mouche. Ornismya. Lesson. O. M. de Pauline. O. Paulinæ. Boissonneau, Magasin de Zoologie, D'Anatomie Comparee Et de Paleontolgie, 1840, plus Tafel 13
- G. Oiseau-Mouche. Ornismya. Lesson. O.-M. de Temminck. O. Temminckii. Boissonn., Magasin de Zoologie, D'Anatomie Comparee Et de Paleontolgie, 1840, plus Tafel 14
- G. Oiseau-Mouche. Ornismya. Lesson. O.-M. Porte-épée. O. ensifera. Boissonneau, Magasin de Zoologie, D'Anatomie Comparee Et de Paleontolgie, 1840, plus Tafel 15
- G. Oiseau-Mouche. Ornismya. Lesson. O.-M. a très petit bec. O. microrhyucha. Boissonneau, Magasin de Zoologie, D'Anatomie Comparee Et de Paleontolgie, 1840, plus Tafel 16
- Oiseaux nouveaux ou peu connus de Santa-Fé de Bogota, par M. Boissonneau, Revue zoologique la Société cuviérienne, 1840, S. 2–8
- Nouvelle espèce du genre Pic, par M. Boissonneau, Revue zoologique la Société cuviérienne, 1840, S. 36–37
- Oiseaux nouveaux de Santa-Fé de Bogota, par M. Boissonneau, Revue zoologique la Société cuviérienne, 1840, S. 66–71
- Classification méthodique d'ornithologie européenne sur étiquettes, par M. A. Boissonneau. (Paris, chez l'auteur, rue Neuve-des-Mathurins, 19 Prix: 20 francs.), Revue zoologique la Société cuviérienne, 1840, S. 36–37
- G. Tangara. Linné. (Group des Tangaras Euphones) T. de Vassor. T. Vassorii. Boissonneau, Magasin de Zoologie, D'Anatomie Comparee Et de Paleontolgie, 1841, plus Tafel 23

### Prothèses oculaires
- Mémoire sur la prothèse oculaire et sur les améliorations apportées aux yeux artificiels, Paris, 1840, S. 350
- Traité théorique et pratique de l'œil artificiel, ou perfectionnements apportés à la prothèse oculaire, Paris, 1840
- Indications pathologiques à transmettre pour diriger par correspondance la fabrication des yeux artificiels humains, Paris 1842
- Recherche sur l'histoire des yeux artifisiels, Annales de la Société de médecine de Gand, 1843
- Rapport adressé à S. M. Guillaume II, roi des Pays-Bas, prince d'Orange-Nassau, grand duc du Luxembourg, etc., sur les suites déplorables de l'ophthalmie militaire observées depuis son invasion et traitées gratuitement par l'application des yeux artificiels, Paris, 1842, 1843 und 1844
- Yeux artificiels mobiles, Paris, 1848
- en collaboration avec Pierre-Auguste Boissonneau, fils: Formulaire, indications pathologiques à transmettre pour diriger par correspondance l'exécution des yeux artificiels humains, d'après nature, suivies d'instructions générales de nouveaux modes opératoires des staphylômes opaques de la cornée, cirsophthalmies, etc, 17, rue Neuve des Mathurins, 1848
- Prothèse oculaire. Instructions et moyens de formuler les demandes d'yeux artificiels par correspondance, avec un aperçu touchant divers coups-d'œil, 17, rue Neuve-des-Mathurins, 1848
- Prothèse oculaire. Yeux artificiels mobiles, Paris, 1849
- Yeux artificiels mobiles, indications générales ou guide pratique de l'œil artificiel perfectionné, Germer-Baillière Éd., Paris, 1849
- Des yeux artificiels chez tes aveugles, Annales d'oculistique, Band 30, 1854, S. 146
- De la restauration de la physionomie chez les personnes privées d'un œil: ou, Exposé d'un nouvel œil artificiel à double échancrure interne, Paris, 1858
- Tarif raisonné de M. Boissonneau, Oculariste de l'Armée et des Hôpitaux civils et instructions sur l'appropiation, l'introduction et l'extraction de l'œil artificiel, Bonaventure et Ducessois, 1861

### Divers
- Itinéraire des voyages annuels, A. Appert, 1862